# Oswald Wenckebach
Ludwig Oswald Wenckebach (Heerlen, Limburgo, Países Bajos; 16 de junio de 1895-Noordwijkerhout, Holanda Meridional, Países Bajos; 3 de noviembre de 1962) fue un escultor, pintor, ilustrador, litógrafo, tallador de madera y medallista neerlandés. Wenckebach fue conocido por sus numerosos monumentos de guerra.

## Biografía
Ludwig Oswald Wenckebach nació el 16 de junio de 1895 en Heerlen, Limburgo, Países Bajos. Era hijo del cardiólogo y anatomista Karel Frederik Wenckebach y Catharina Hennij.
Asistió a la Escuela de Arquitectura, Artes Decorativas y Oficios de Heerlen de 1913 a 1915, donde fue educado, entre otros, por su tío Ludwig Willem Reymert Wenckebach. Wenckebach también asistió a la Academia de Bellas Artes de Viena de Viena, Austria de 1915 a 1918. Luego de viajar a Curazao y a Venezuela, se instaló en Grecia por unos años. La escultura antigua allí lo impresionó tanto que cambió de rumbo y comenzó a esculpir.
Wenckebach se casó con la artista textil Louise Petronella Lau en 1919, de este matrimonio nacieron las artistas Loes van der Horst y Karla Wenckebach. Después de divorciarse de Lau en 1933, Wenckebach se casó con Ems van der Hoeven en 1934.
En 1935, Wenckebach comenzó a enseñar como profesor de modelado y escultura en la Universidad Técnica de Delft y como sucesor de Arend Odé, fue nombrado como profesor extraordinario.
Después de la Segunda Guerra Mundial, fue designado miembro del Decreto Memorial de Guerra o Paz para la colocación de monumentos de guerra en Países Bajos para conmemorar a los que murieron o resultaron heridos en la guerra.
En 1955, Wenckebach fue nombrado caballero de la Orden del León Neerlandés.
Wenckebach falleció el 3 de noviembre de 1962 en Noordwijkerhout, Holanda Meridional, Países Bajos.

## Galería

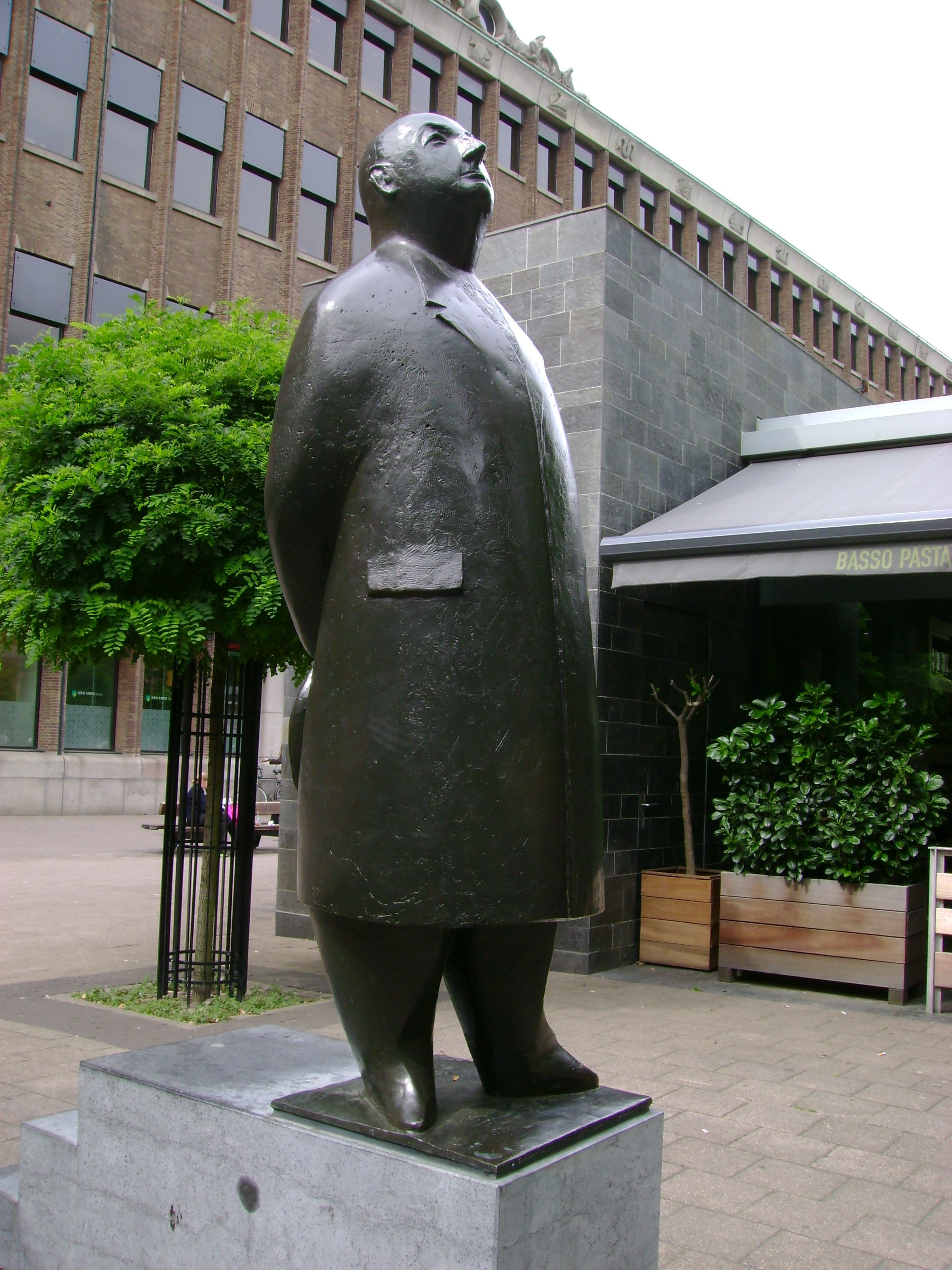
Monsieur Jacques (1956), Róterdam, Holanda Meridional, Países Bajos.
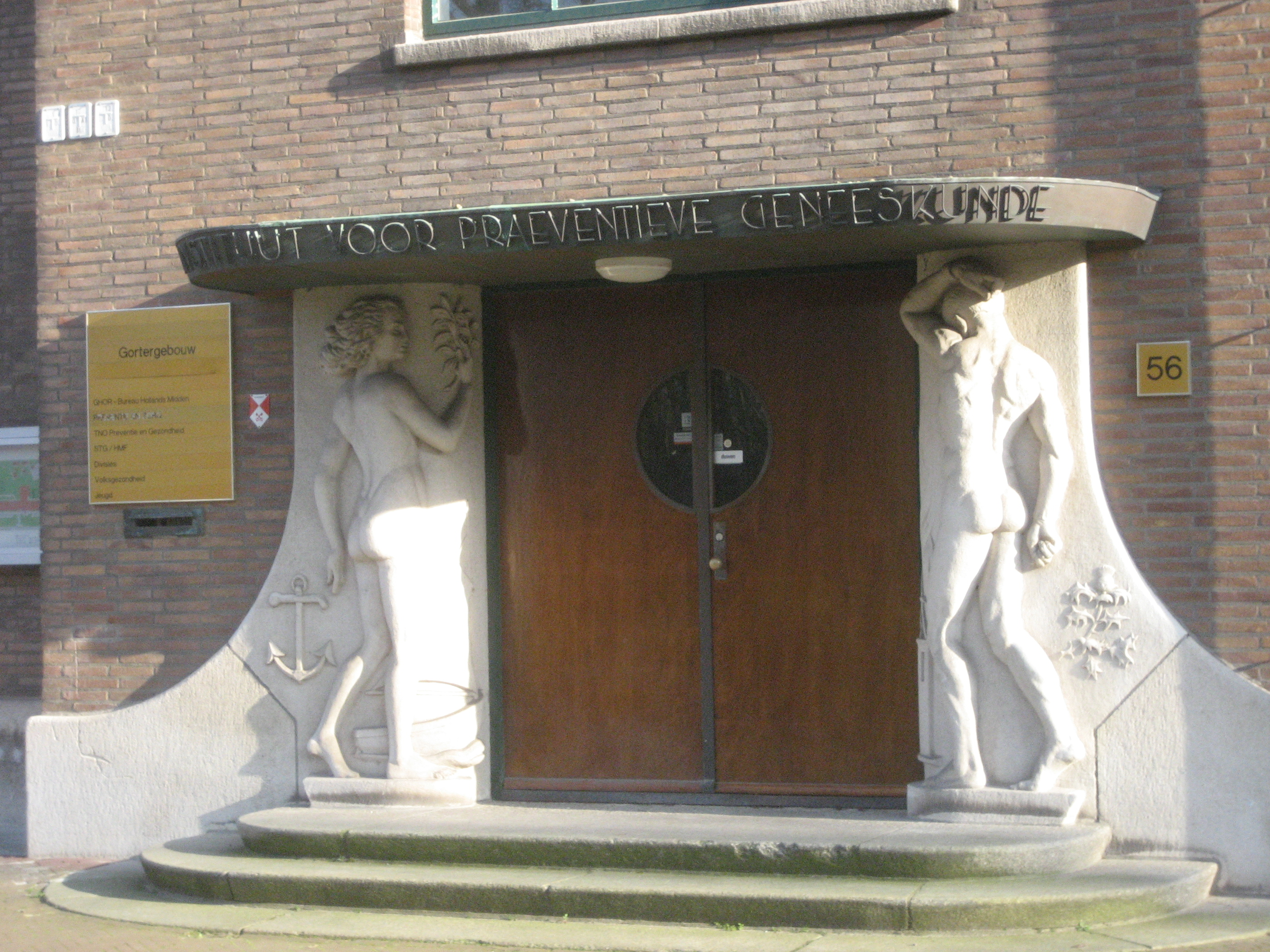
Hoop & Zorg (1940), Leiden, Holanda Meridional, Países Bajos.
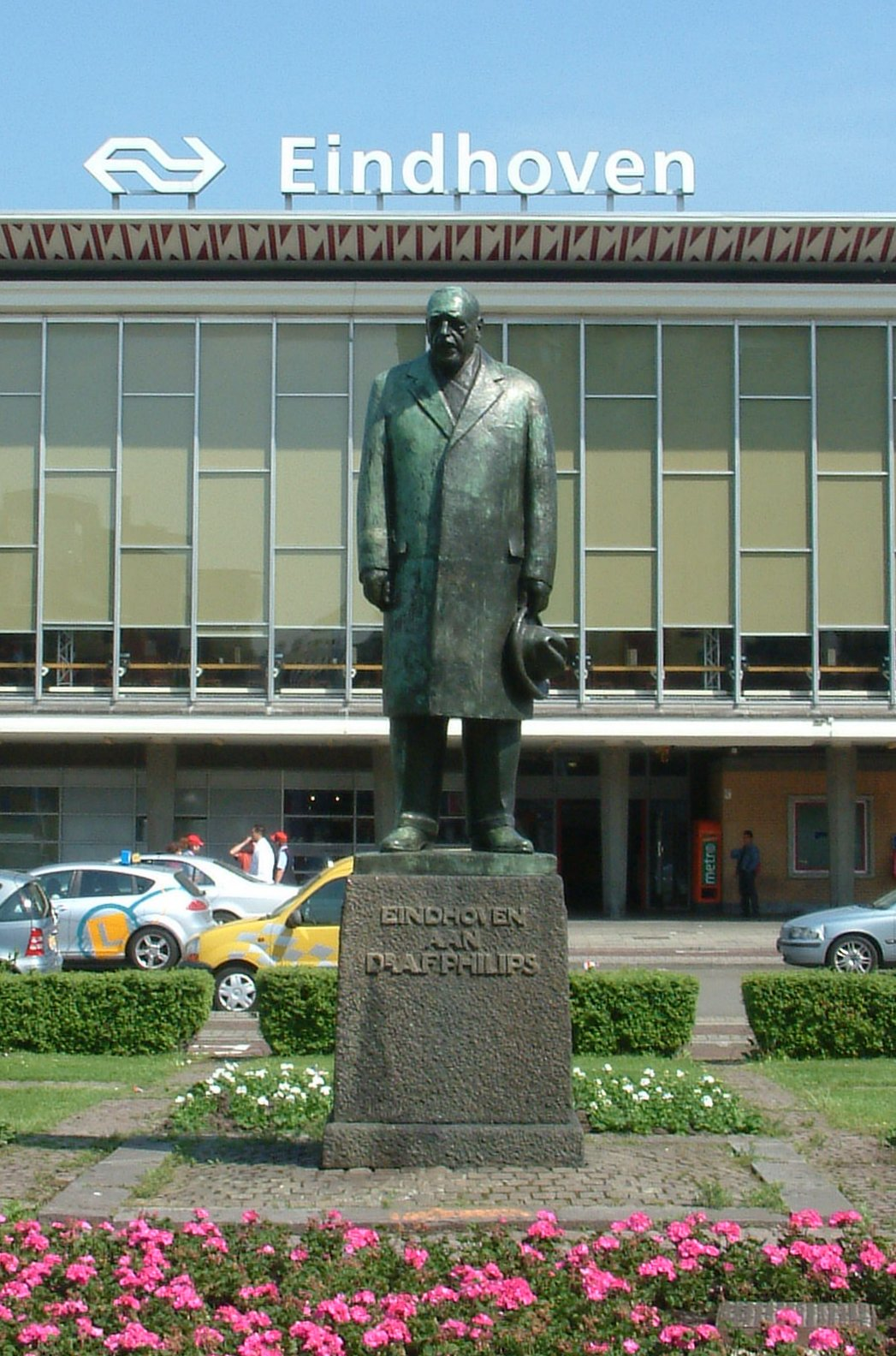
Anton Philips (1951), Eindhoven, Brabante Septentrional, Países Bajos.
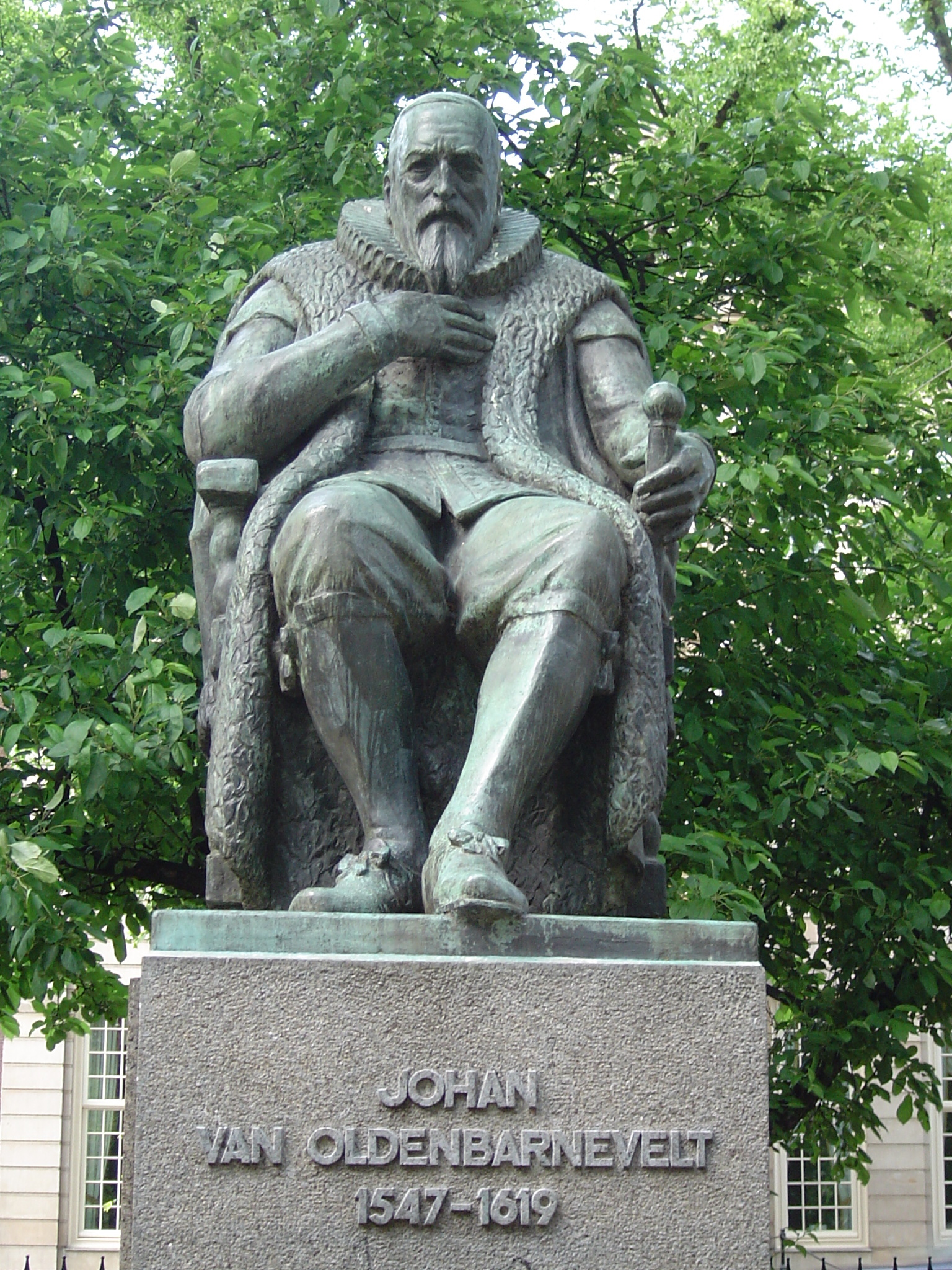
Johan van Oldenbarnevelt (1954), La Haya, Holanda Meridional, Países Bajos.
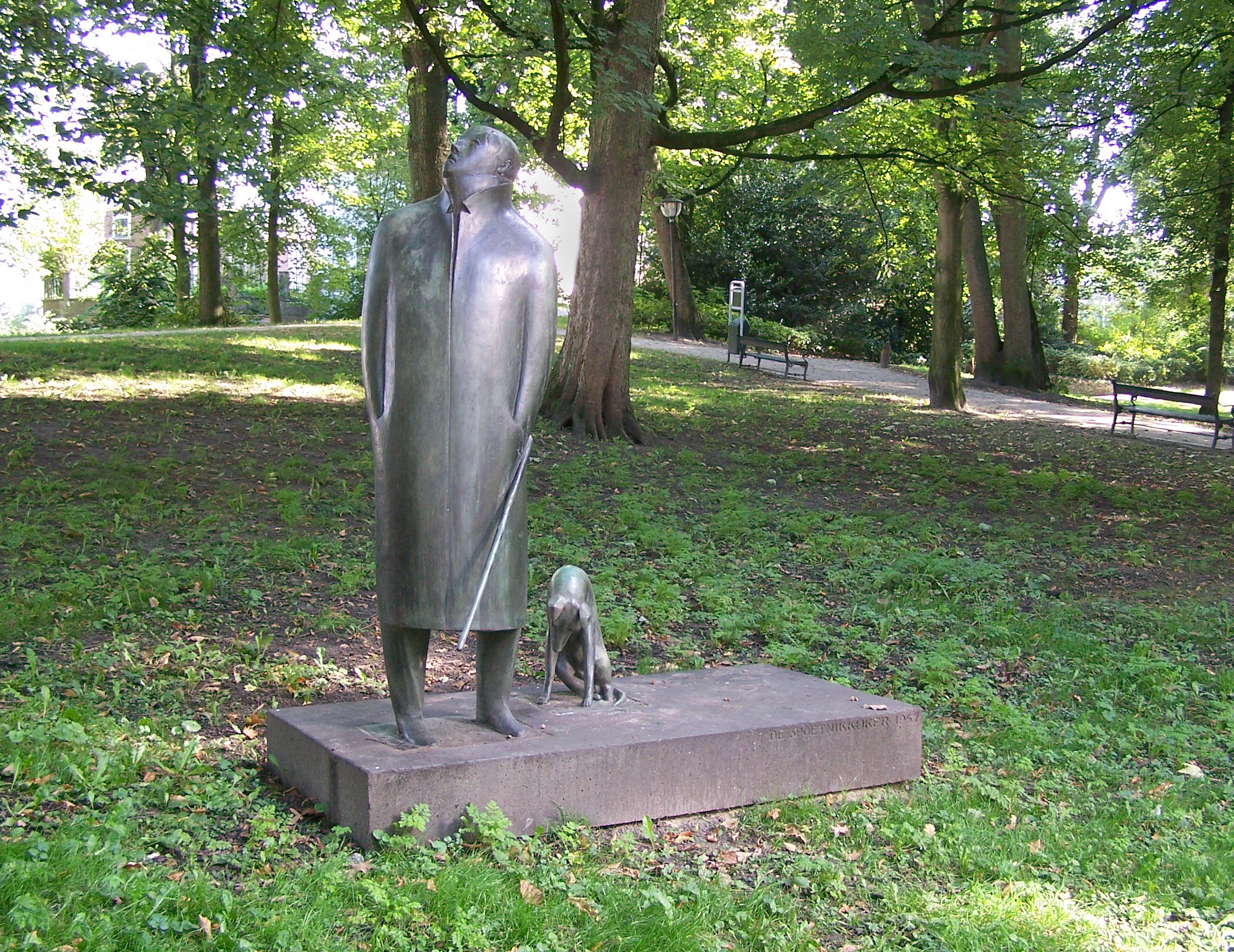
De spoetnikkijker (1957), Utrecht, Provincia de Utrecht, Países Bajos.
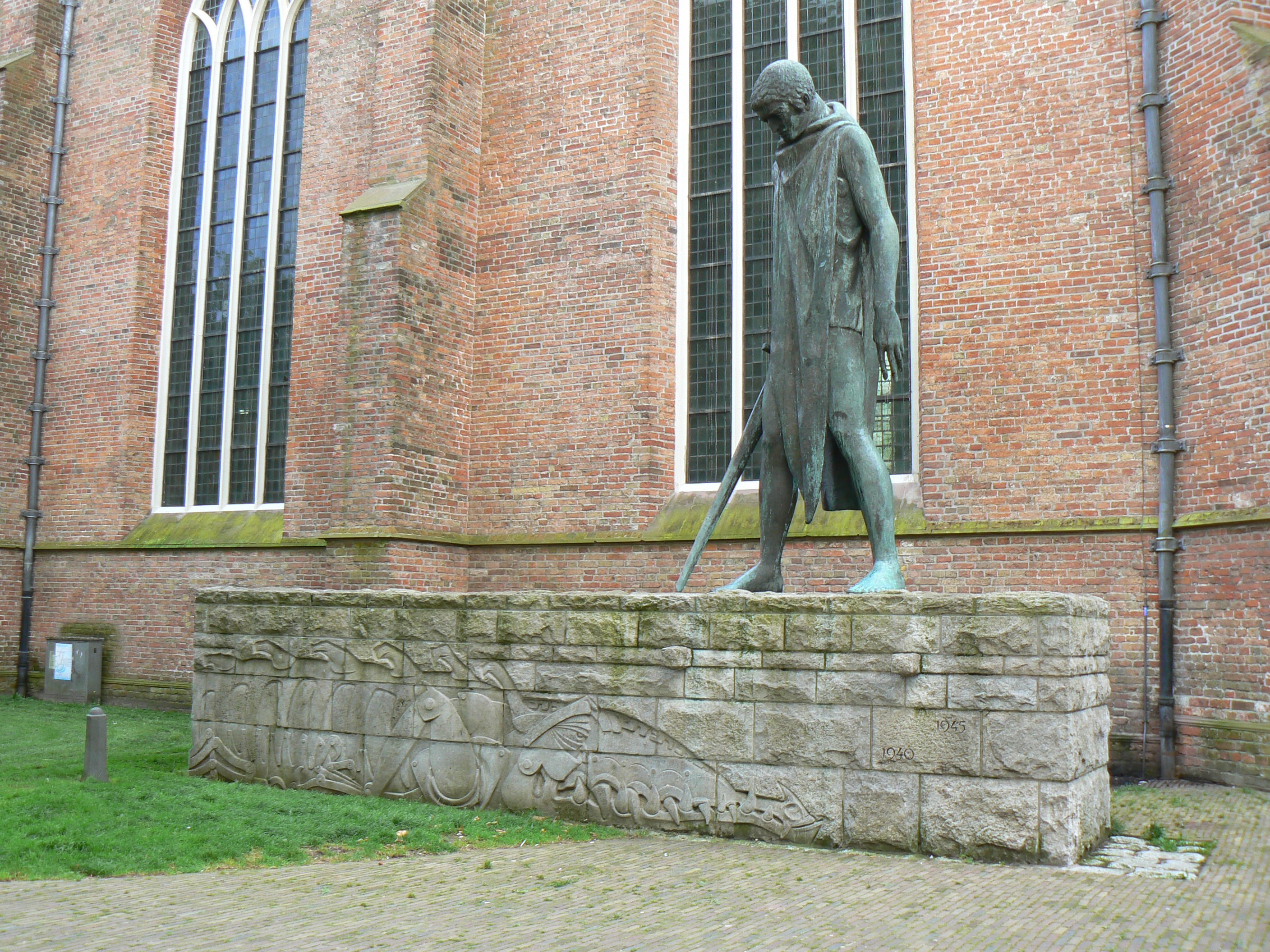
Sint-Joris en de draak (1959), Groninga, Provincia de Groninga, Países Bajos.
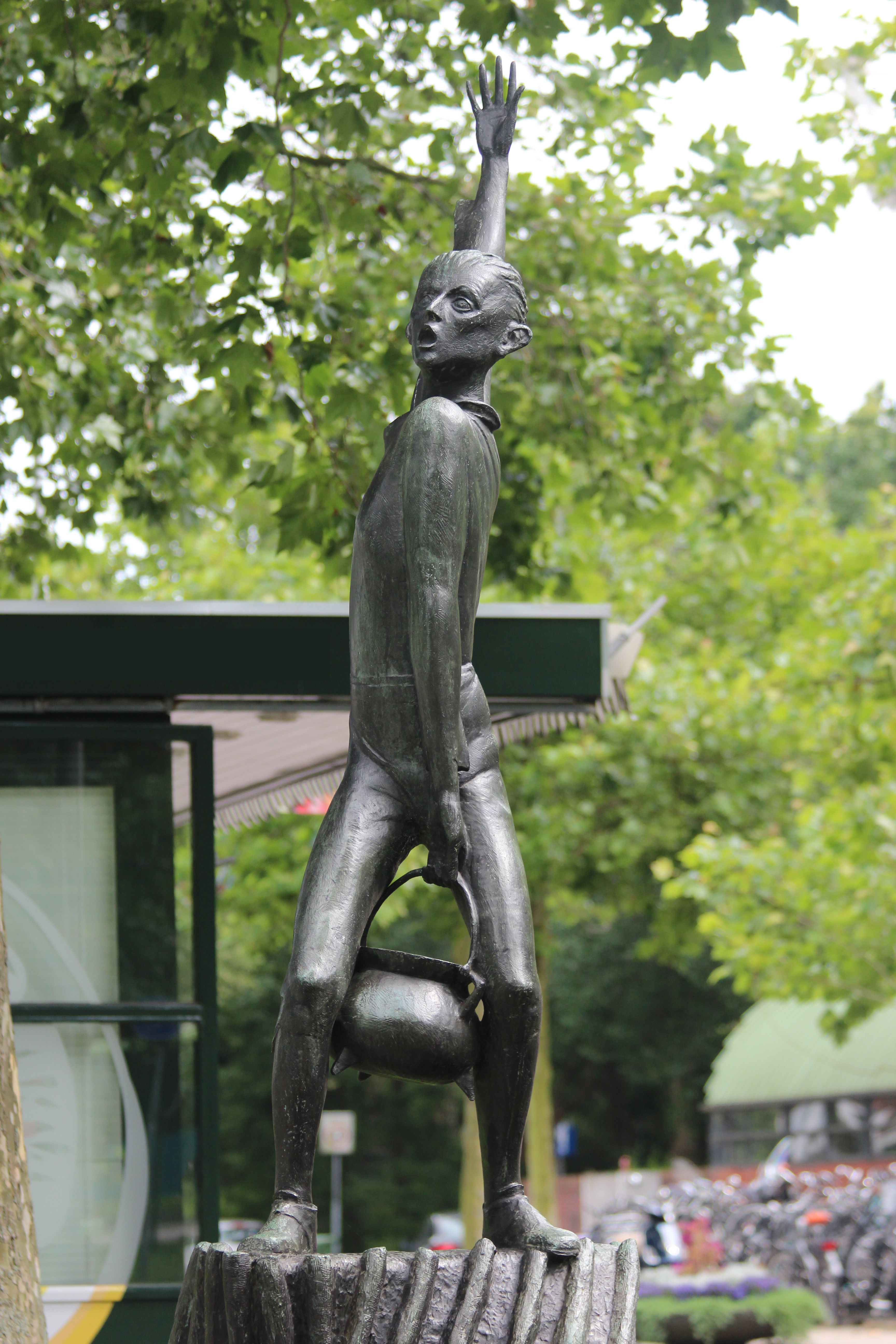
Cornelis Joppenszoon (1961), Leiden, Holanda Meridional, Países Bajos.
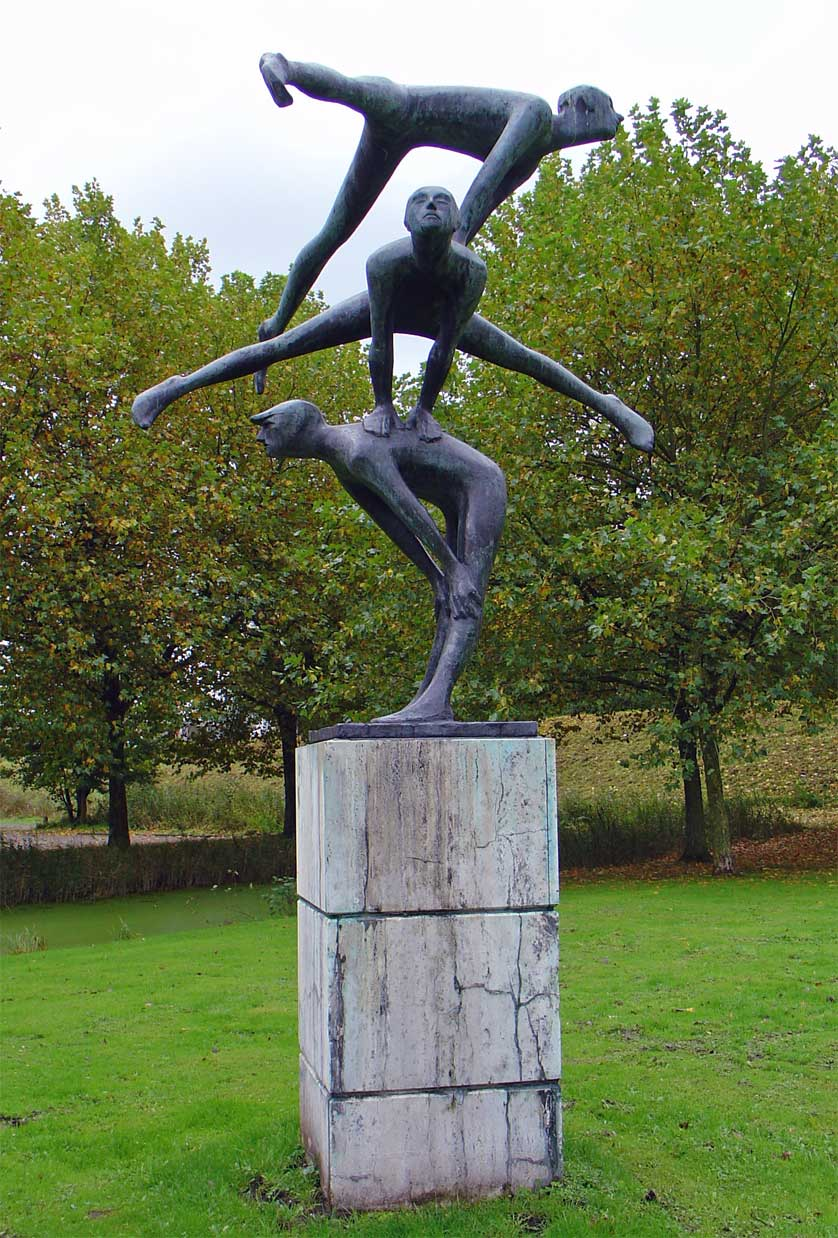
De drie springers (1966), Gouda, Holanda Meridional, Países Bajos.
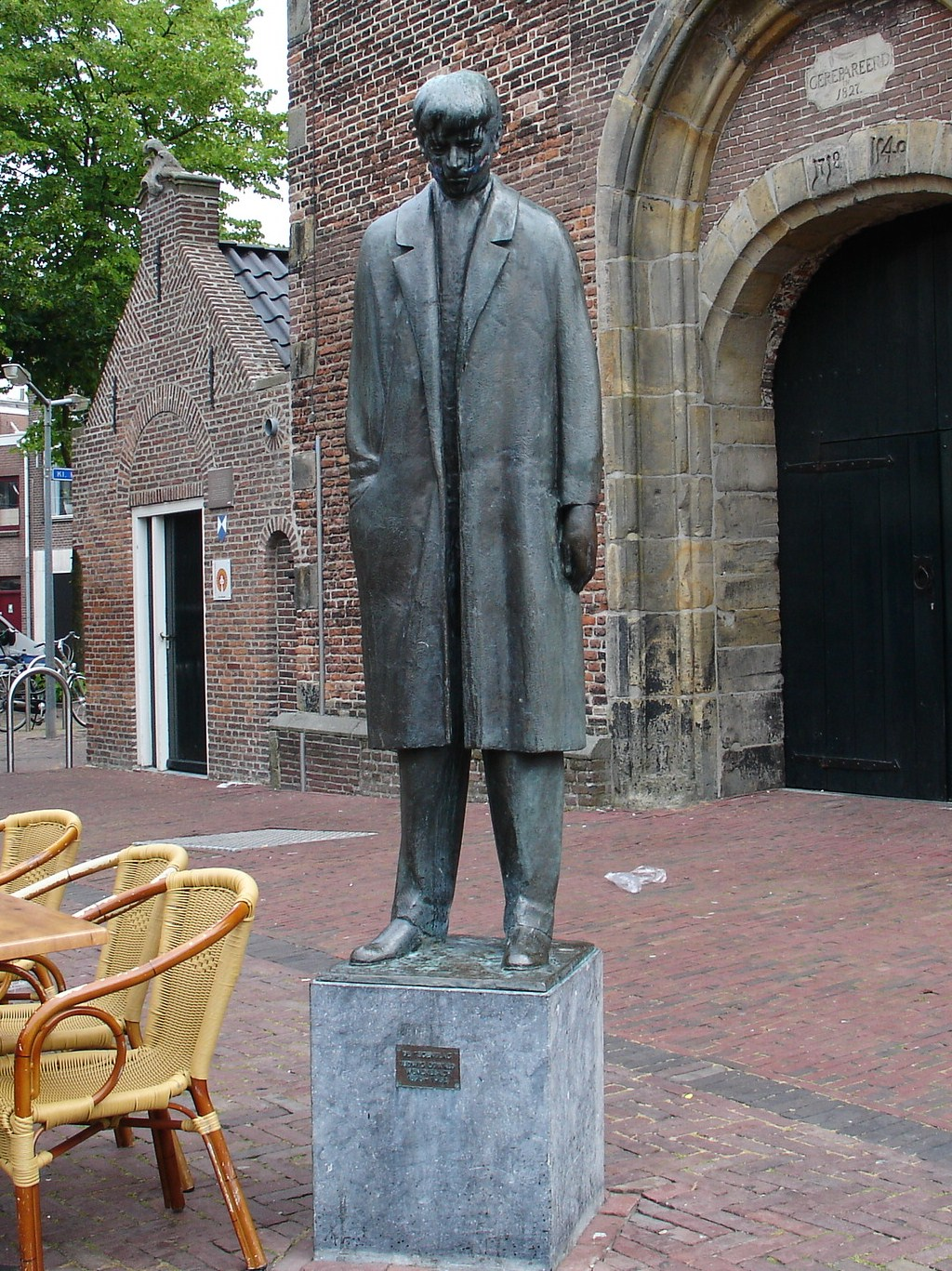
De Tegenslag (2003), Meppel, Drente, Países Bajos.